# France au Concours Eurovision de la chanson 2022
 (février 2025).
Motif : À la suite de Discussion:France au Concours Eurovision de la chanson 2025/Admissibilité : absence de source secondaire centrée sur la durée, sources eurovoix et eurovision.tv non recevables pour démontrer l'admissibilité et doublons partiels avec Eurovision France, c'est vous qui décidez !, Concours Eurovision de la chanson 2022 et France au Concours Eurovision de la chanson : viser une synthèse encyclopédique de tous ces articles (nécessité et intérêt encyclopédiques des tableaux avec le détail des points accordés par la France et par d'autres pays à la France pour chaque édition ?) au lieu de les multiplier.
- Archive Wikiwix
- Bing
- Cairn
- DuckDuckGo
- E. Universalis
- Gallica
- Google
- G. Books
- G. News
- G. Scholar
- Persée
- Qwant
- (zh) Baidu
- (ru) Yandex
- (wd) trouver des œuvres sur Wikidata

| 1. | Préciser le motif de la pose du bandeau. | Précisez le motif de la pose du bandeau en utilisant la syntaxe suivante : {{admissibilité à vérifier\|date=mars 2025\|motif=remplacez ce texte par le motif}}                                                        |
| 2. | Informer les utilisateurs concernés.     | Pensez à avertir le créateur de l'article, par exemple, en insérant le code ci-dessous sur sa page de discussion : {{subst:avertissement admissibilité à vérifier\|France au Concours Eurovision de la chanson 2022}} |

La France est l'un des quarante pays participants du Concours Eurovision de la chanson 2022, qui se déroulera à Turin en Italie. Le pays est représenté par le groupe Alvan & Ahez et leur chanson  Fulenn, sélectionnées lors de l'émission Eurovision France, c'est vous qui décidez !, diffusée le 5 mars 2022. Le pays se classe 24e avec 17 points lors de la finale.

## Sélection
La France participe à l'Eurovision 2022. Son mode de sélection est identique à l'année précédente : une sélection nationale nommée Eurovision France, c'est vous qui décidez ! diffusée sur France 2.
L'appel à candidatures est ouvert du 21 juin au 24 octobre 2021.
Le 26 juillet 2021, France 2 et la directrice des divertissements de France Télévisions Alexandra Redde-Amiel annoncent dans le magazine Télé-Loisirs que Stéphane Bern et Laurence Boccolini sont reconduits pour présenter la sélection nationale et commenter le Concours 2022, qui se tiendra à Turin en Italie les 10, 12 et 14 mai. Le porte-parole sera dévoilé quant à lui au mois d'avril, lors d'une conférence de presse, pour représenter la France en Italie.
Le 6 janvier 2022, les auditions finales pour retenir les 12 candidats commencent à l'Apollo Théâtre de Paris. 
Le 15 février 2022, il est annoncé que la finale d'Eurovision France, c'est vous qui décidez ! aura lieu le 5 mars. Les artistes et chansons qui participeront à la sélection sont dévoilées le lendemain, 16 février.
Au terme de la sélection, le groupe Alvan & Ahez‚ et leur chanson Fulenn sont sélectionnées pour représenter la France à l'Eurovision 2022. C'est la première fois depuis 1996 qu'un groupe breton représentera le pays au Concours‚ après le groupe Dan Ar Braz et l'Héritage des Celtes‚ ayant terminé 19e avec Diwanit bugale. C'est aussi la première depuis Amaury Vassili en 2011 et sa chanson Sognu — ayant interprété le Corse, qu'une chanson représentant le pays est interprété dans une langue régionale pour le Concours et la 5e fois depuis Kali et sa chanson Monté la riviè en 1992 —.

## À l'Eurovision
En tant que membre du Big Five, la France est qualifiée d'office pour la finale du 14 mai 2022. Cependant, elle vote pendant la première demi-finale.
Lors de la finale, le pays se classe 24e avec 17 points. C'est le pire résultat du pays depuis 2015.

### Points attribués par la France

#### Première demi-finale[4]
| 12 points | Grèce    |
| 10 points | Ukraine  |
| 8 points  | Pays-Bas |
| 7 points  | Arménie  |
| 6 points  | Portugal |
| 5 points  | Suisse   |
| 4 points  | Islande  |
| 3 points  | Norvège  |
| 2 points  | Lituanie |
| 1 point   | Autriche |

| 12 points | Arménie  |
| 10 points | Ukraine  |
| 8 points  | Portugal |
| 7 points  | Moldavie |
| 6 points  | Lituanie |
| 5 points  | Albanie  |
| 4 points  | Pays-Bas |
| 3 points  | Islande  |
| 2 points  | Norvège  |
| 1 point   | Grèce    |

#### Finale[5]
| 12 points | Royaume-Uni |
| 10 points | Ukraine     |
| 8 points  | Pologne     |
| 7 points  | Arménie     |
| 6 points  | Belgique    |
| 5 points  | Espagne     |
| 4 points  | Pays-Bas    |
| 3 points  | Grèce       |
| 2 points  | Tchéquie    |
| 1 point   | Portugal    |

| 12 points | Ukraine     |
| 10 points | Moldavie    |
| 8 points  | Serbie      |
| 7 points  | Espagne     |
| 6 points  | Portugal    |
| 5 points  | Arménie     |
| 4 points  | Pologne     |
| 3 points  | Italie      |
| 2 points  | Royaume-Uni |
| 1 point   | Roumanie    |

### Points attribués à la France[5]
| 12 points    | 10 points | 8 points | 7 points | 6 points | 5 points | 4 points | 3 points | 2 points        | 1 point                         |
| ------------ | --------- | -------- | -------- | -------- | -------- | -------- | -------- | --------------- | ------------------------------- |
| Vote du jury |           |          |          |          |          |          |          |                 |                                 |
|              |           |          | Arménie  |          |          |          |          |                 | Azerbaïdjan Géorgie             |
| Télévote     |           |          |          |          |          |          |          |                 |                                 |
|              |           |          |          |          |          |          |          | Moldavie Serbie | Croatie Finlande Grèce Roumanie |